# Antic Gremi de Traginers d'Igualada

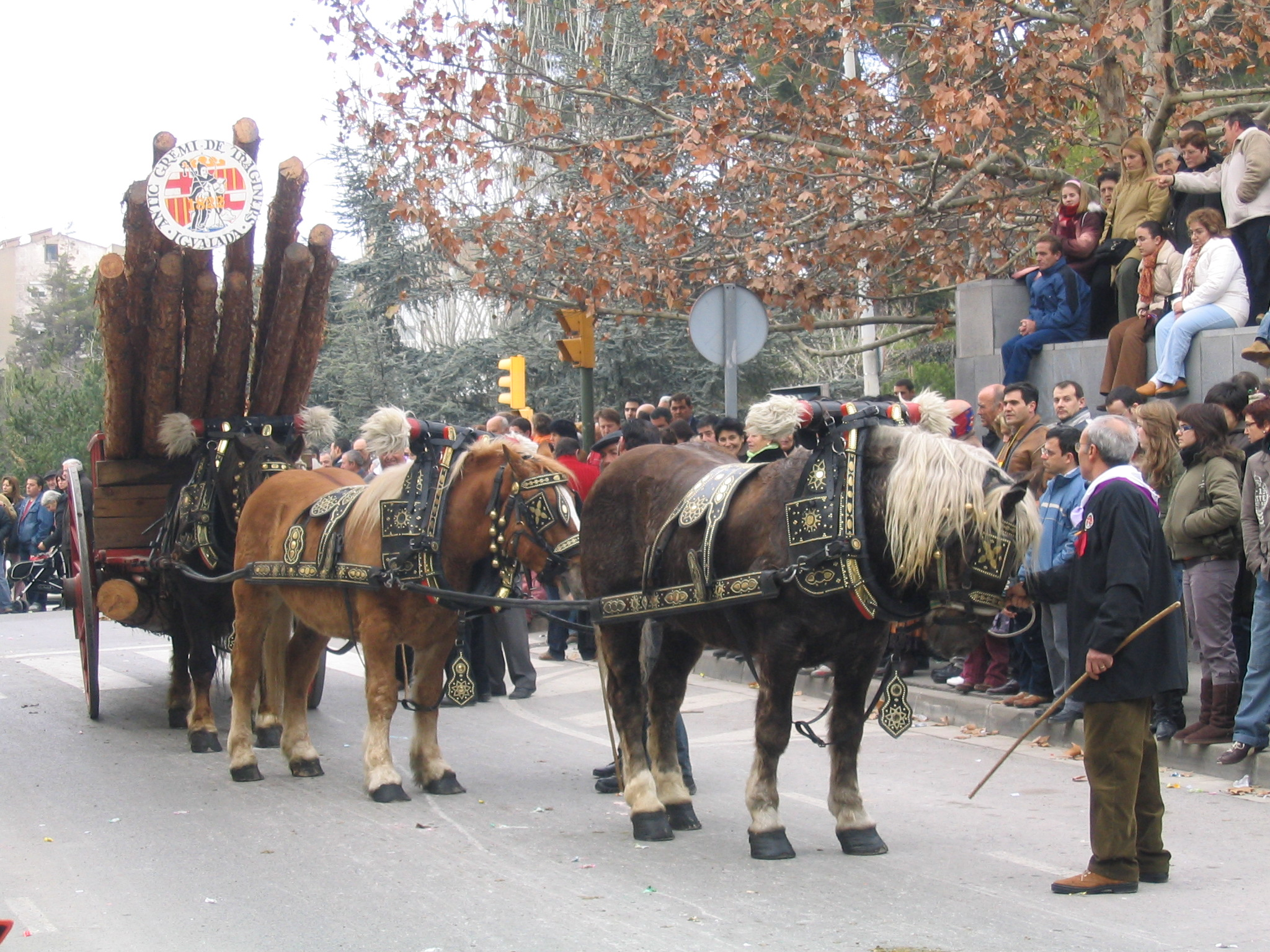
Traginers igualadins transportant troncs

L'Antic Gremi de Traginers d'Igualada és una entitat igualadina que, entre altres actes, vetlla per a la celebració i l'organització de les festes gremials en honor de Sant Antoni Abat a la ciutat d'Igualada, mantenint viva així, una de les tradicions més arrelades. Un dels actes més coneguts dins de les festes gremials són els tradicionals Tres Tombs d'Igualada, que són una mostra viva de la importància de les celebracions de Sant Antoni en el conjunt del territori català. A Igualada, la transcendència històrica dels traginers és dignificada, present i recordada durant aquesta festa, l'origen de la qual data de l'any 1822, en què es fundà com a tal el Gremi de Traginers. Des d'aquest any, malgrat tots els anys de guerres, la festa s'ha celebrat any rere any de forma ininterrompuda fins a l'actualitat, un fet que la fa única i singular.
La Festa ha estat declarada Festa d'Interès Turístic l'any 1981 i Festa Tradicional d'Interès Nacional l'any 2010, entre d'altres condecoracions: el 1972, quan es commemorà els 150è aniversari de la Bandera Petita i de la constitució del mateix gremi; l'any 1986 en què es va dedicar una plaça de la ciutat a l'ofici del traginer, i el 2009, que va rebre la Creu de Sant Jordi.
L'entitat, que té seu al carrer de la Torre, número 74 d'Igualada, des de l'any 2017 i per primer cop a la història, és presidida per una dona: Montserrat Argelich i Solé.
L'any 2005 s'inaugurà a Igualada el Museu del Traginer, en una masia del segle xviii, propietat de la família Ros, estretament vinculada amb l'Antic Gremi de Traginers d'Igualada.

## Història

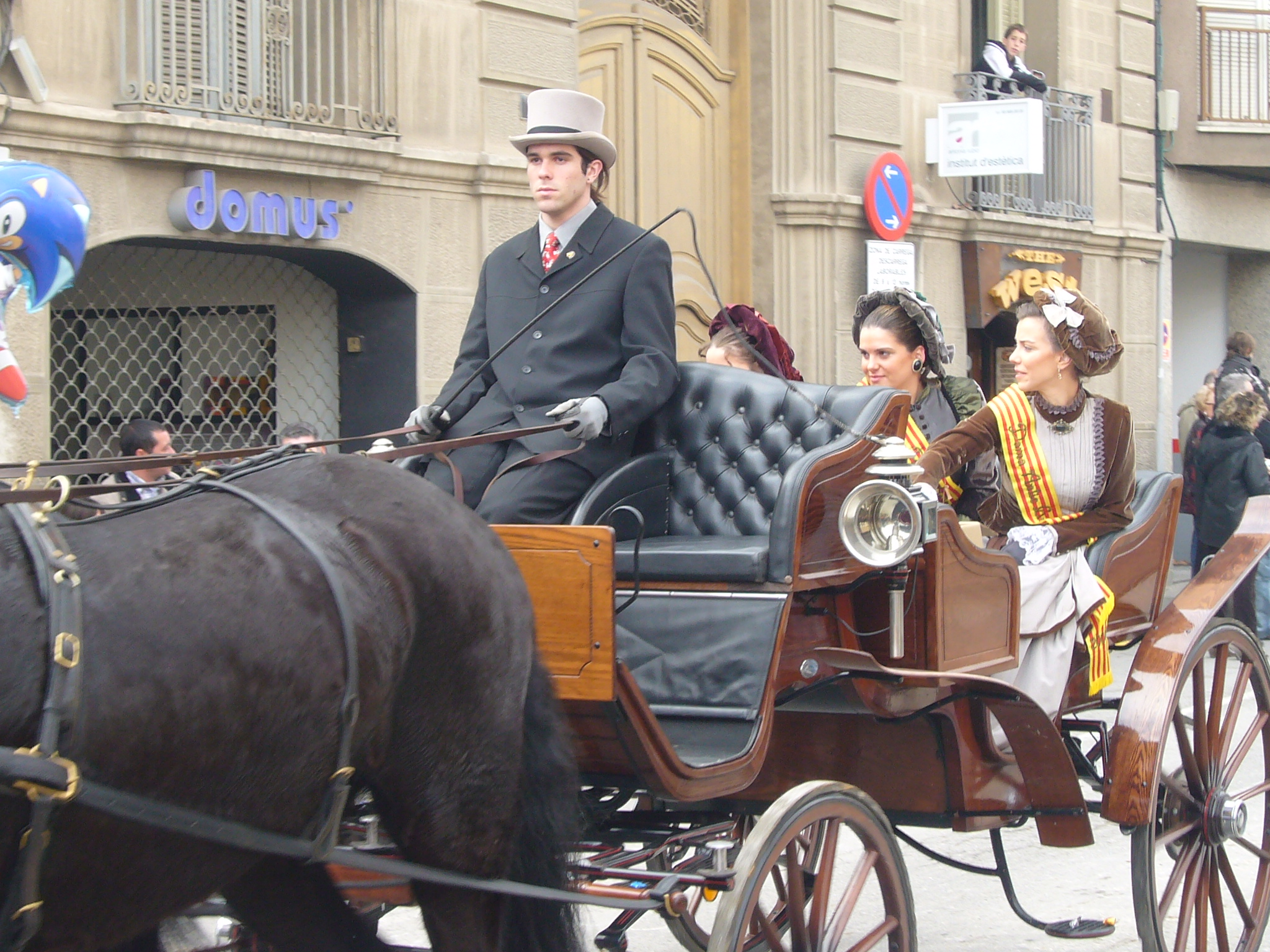
Carruatge amb les pubilles dels Tres Tombs de 2008

Segons documents oficials d'Igualada, ja l'any 1816 es coneixia el Gremi de Sant Antoni Abat. L'any 1822 es constituí com a entitat organitzada, adquirint una bandera amb la imatge d'aquest sant anacoreta. Així, cada any, pels volts del 17 de gener se celebra la festivitat amb missa solemne, benedicció d'animals i cavalleries, Tres Tombs i el ball tradicional.
En el segle xix l'entitat va patir escissions i es dividí en dos grups: la Bandera Petita, de l'any 1822, i la Bandera Gran, estrenada l'any 1856, procedent de la primera escissió. L'any 1909 hi havia dues colles que celebraven la diada: la Colla Vella, coneguda com a "Aliança de Arrieros i Antigua Sociedad de Sant Antonio Abad", que portaven la Bandera Petita, i la "Colla dels Joves", successora de la de 1856, que portava la Bandera Gran.
Després d'alguns anys es van ajuntar les colles, amb la denominació de "Gremi de Carreters", i posteriorment va sorgir una nova divisió, a càrrec dels mossos carreters. Aquests celebraven els actes religiosos a l'església del Roser d'Igualada i els de lleure a la Societat Aliança Cultural, també anomenada Bandera Negra. Les banderes gran i petita continuaven al Gremi de Carreters, que mantenia la part tradicional de la festa.
Durant la Guerra Civil espanyola, un sacerdot igualadí, mossèn Amadeu Amenós i Roca, el dia 17 de gener, feia passar els carros per sota d'un balcó i beneïa els animals. Varen ser uns actes emotius i no absents de perill, que demostren l'estima que els igualadins tenien per aquesta tradició.
L'any 1940 l'Antic Gremi de Traginers assolí la plena unanimitat i agermanament. Formen part del gremi diversos oficis auxiliars, com els basters, ferrers, vaquers, veterinaris, etc. Aproximadament mil llars igualadines celebraven aquesta festivitat.
L'any 1972 es commemorà el 150è aniversari de la Bandera Petita i del Gremi. Joaquim Nogueres i Márquez, capità general de Catalunya, va presidir els actes i va posar la bandera commemorativa al saló d'actes de l'Ajuntament d'Igualada. A més, es varen repetir els Tres Tombs, ja que la pluja havia privat que es fessin en el seu dia. L'any 1974 rebé la Medalla d'Or de la Diputació de Barcelona, essent l'única entitat d'Igualada amb aquest guardó. Fou lliurada pel ministre Rodolfo Martín Villa i el llavors president de la Diputació, Joan Antoni Samaranch. L'any 1976 l'Ajuntament d'Igualada va atorgar a l'Antic Gremi de Traginers la Medalla de la Ciutat al mèrit cultural. El 13 de desembre de 1981, el govern espanyol va declarar la festa "Fiesta de Interés Turístico Nacional" ; l'any 2009 l'entitat va rebre la Creu de Sant Jordi, i tal com s'ha esmentat anteriorment, la festa va ser declarada Festa Tradicional d'Interès Nacional l'any 2010.

## Les banderes, els banderers i la imatge de Sant Antoni

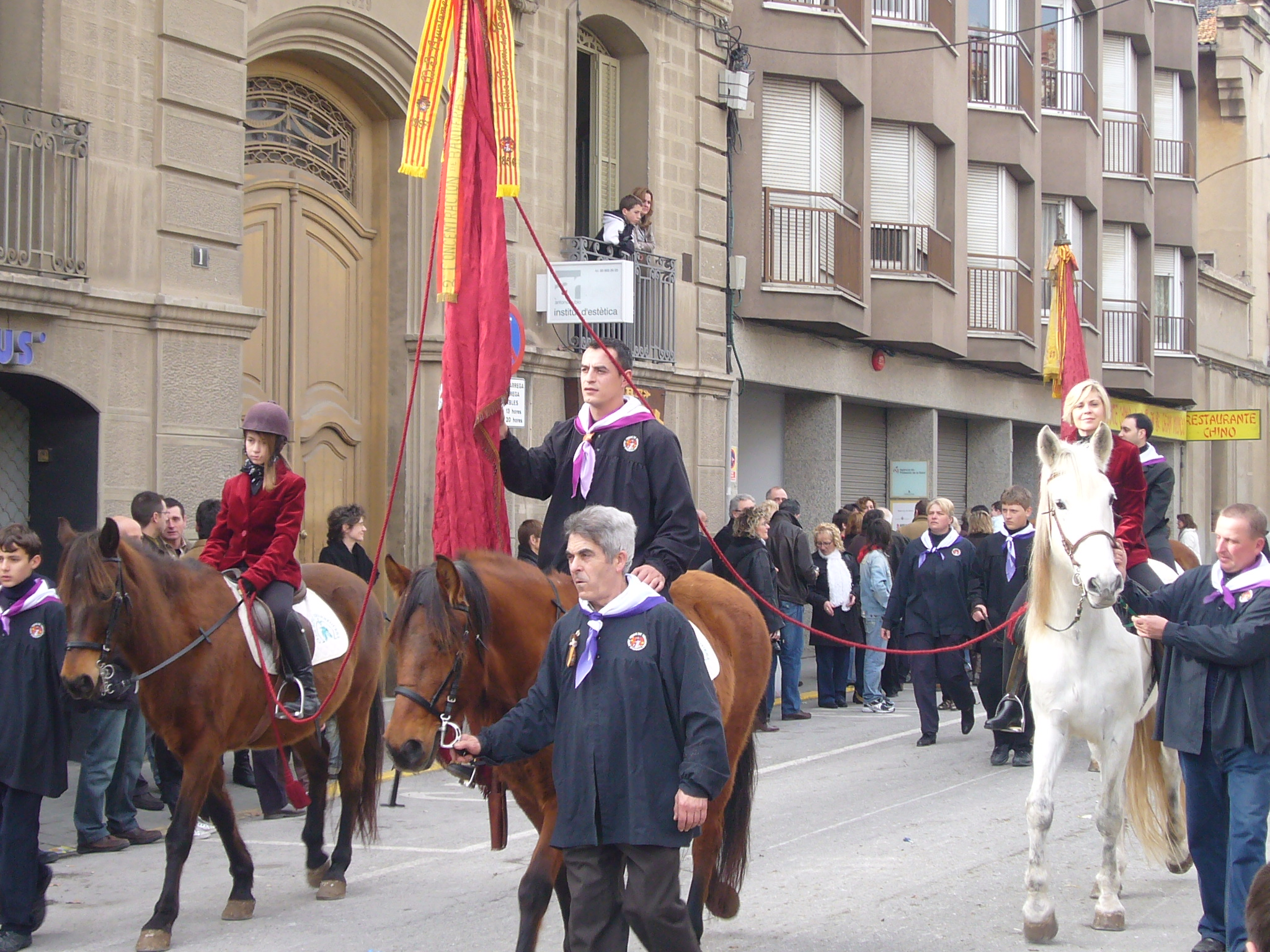
Banderers dels Tres Tombs de 2008

Les banderes es malmeteren en el transcurs dels anys 30-40 i l'any 1977 se'n presentaren dues de noves, apadrinades pels dos socis més joves del Gremi, com a símbol de continuïtat. L'any 2006 la Bandera Gran celebrà el 150è aniversari.
Els banderers es nomenaven els primers anys mitjançant un sorteig. A partir de 1906 es canvià el sistema, convertint-lo en rotatiu, usat fins a l'actualitat.
Des de 1922 es venera la imatge de Sant Antoni present a la Basílica de Santa Maria d'Igualada. L'any 1936 es destruí l'escultura d'estil barroc, però se'n salvà la peana. L'any 1940, un soci regalà al Gremi una nova imatge i s'inaugurà un nou altar. El 1946 s'estrenaren el Goigs de Sant Antoni Abat, patró del Gremi, amb lletra de mossèn A. Malalts i música del mestre Joan Just.

## Les pubilles
Des de l'any 1974 la representació del jovent i de la família ha estat delegada a les sòcies més joves del Gremi, amb la titularitat de la Pubilla dels Traginers, que és la galana presidència femenina en les solemnitats de cada any, i va acompanyada de les seves dues Dames d'Honor. Rosa Maria Vives i Riera fou la primera pubilla. El nomenament d'aquesta figura va en funció de l'ordre en el qual ha estat apuntada per a ser pubilla, tenint en compte l'edat.

## El Fanal
El Fanal o popularment conegut com "la Farola" és un dels altres símbols que es poden veure a les festes patronals de l'Antic Gremi de Traginers d'Igualada. És en diverses processons o seguicis que un element simbòlic il·lumina i encapçala el pas. El Fanal és un element que l'Antic Gremi de Traginers va recuperar de nou l'any 2014, ja que anteriorment ja havia format part de la Festa. La seva funció, tal com s'ha esmentat, és doncs la de guiar a través de la seva llum (simbòlicament parlant) tot el seguici que la segueix, ja sigui en l'anada i sortida de l'Ofici solemne, la cercavila o en els Tres Tombs.

## La diligència igualadina
Les diligències funcionaren a Igualada des del 1828 fins als voltants de 1893, quan arribà el ferrocarril a la ciutat. Sortien de la rambla Sant Isidre, núm 1, d'Igualada a les 4 de la matinada i després de 9 hores de trajecte arribaven a la plaça de Sant Jaume de Barcelona, a la 1 del migdia.
L'any 1960, amb l'ajut de l'alcalde Josep Singla i Morera, gran entusiasta de les tradicions catalanes, es va construir una fidel reproducció de la Diligència Igualadina al taller de “Carrocerías Ayats” d'Arbúcies. Del 17 al 19 de juny, coincidint amb el “Dia de la Provincia”, va fer un viatge de Barcelona a Igualada, amb parada a tots els pobles del recorregut i amb una vintena de passatgers igualadins. Aquesta diligència, habitualment tirada per cinc cavalls, i en algunes ocasions per set o nou cavalls, continua en ús cada any durant la celebració dels Tres Tombs d'Igualada organitzats per l'Antic Gremi de Traginers. Es tracta d'una rèplica exacta de l'autèntica i és de propietat municipal.

## Altres carruatges emblemàtics
El Gremi de Traginers d'Igualada compta amb diversos carruatges emblemàtics d'un gran valor patrimonial: el carro de bocois de vi, el carro de la bomba o dels bombers, el carro de regar, la carrossa amb la imatge de Sant Antoni Abat, el carro de morts, el carro de la pell, el carro de trabuc, el carro de les bombones... I com a grans i espectaculars carros per l'enginy en ser carregats de pesants mercaderies destaquen el carro de la palla, el carro dels fogots i el carro de bigues.